# هوبويل
هوبويل (فيرجينيا) (بالإنجليزية: Hopewell, Virginia)‏ هي مدينة تقع في الولايات المتحدة في فيرجينيا. يقدر عدد سكانها بـ 22,591 نسمة وترتفع عن سطح البحر 15.2 متر.

## التركيبة السكانية
حدّد مكتب تعداد الولايات المتحدة بيانات التركيبة السكانية لهوبويل في تعداد الولايات المتحدة. في ما يلي، التركيبة السكانية حسب تعدادي 2000 و2010.

### تعداد عام 2000
بلغ عدد سكان هوبويل 22,354 نسمة بحسب تعداد عام 2000، وبلغ عدد الأسر 9,055 أسرة وعدد العائلات 6,073 عائلة مقيمة في المدينة. في حين سجلت الكثافة السكانية 796.9 نسمة لكل كيلومتر مربع (2,064.0/ميل2). وبلغ عدد الوحدات السكنية 9,749 وحدة بمتوسط كثافة قدره 347.6 لكل كيلومتر مربع (900.3/ميل2).
وتوزع التركيب العرقي للمدينة بنسبة 62.29% من البيض و33.48% من الأمريكيين الأفارقة و0.35% من الأمريكيين الأصليين و0.81% من الأمريكيين ذوي الأصول الآسيوية و0.07% من سكان جزر المحيط الهادئ و1.23% من الأعراق الأخرى و1.77% من عرقين مختلطين أو أكثر و2.91% من الهسبانيون أو اللاتينيون من أي عرق.
بلغ عدد الأسر 9,055 أسرة كانت نسبة 36.5% منها لديها أطفال تحت سن الثامنة عشر تعيش معهم، وبلغت نسبة الأزواج القاطنين مع بعضهم البعض 40.6% من أصل المجموع الكلي للأسر، ونسبة 21.2% من الأسر كان لديها معيلات من الإناث دون وجود شريك، بينما كانت نسبة 5.2% من الأسر لديها معيلون من الذكور دون وجود شريكة وكانت نسبة 32.9% من غير العائلات. تألفت نسبة 27.6% من أصل جميع الأسر من عدة أفراد يعيشون في نفس المنزل ونسبة 11.2% كانت تتألف من شخص يعيش بمفرده يبلغ من العمر 65 عاماً أو أكثر. وبلغ متوسط حجم الأسرة المعيشية 2.43، أما متوسط حجم العائلات فبلغ 2.94.
بلغ العمر الوسطي للسكان 35.0 عاماً. وكانت نسبة 26.7% من القاطنين تحت سن الثامنة عشر، وكانت نسبة 9.1% بين الثامنة عشر والرابعة والعشرين عاماً، ونسبة 28.3% كانت واقعةً في الفئة العمرية ما بين الخامسة والعشرين والرابعة والأربعين عاماً، ونسبة 20.9% كانت ما بين الخامسة والأربعين والرابعة والستين، ونسبة 13.6% كانت ضمن فئة الخامسة والستين عاماً فما فوق. يوجد لكل 100 أنثى 88.0 ذكر، ويوجد لكل 100 أنثى في الثامنة عشر من عمرها فما فوق 82.4 ذكر.
بلغ متوسط دخل الأسرة في المدينة 33,196 دولارًا، أما متوسط دخل العائلة فبلغ 38,043 دولارًا. وكان متوسط دخل الذكور 30,835 دولارًا مقابل 23,398 دولارًا للإناث. وسجل دخل الفرد الخاص بالمدينة 16,338 دولارًا. وكانت نسبة 12.5% من العائلات ونسبة 14.9% من السكان تحت خط الفقر، وكان من هؤلاء نسبة 21.9% تحت سن الثامنة عشر ونسبة 10.4% في الخامسة والستين من العمر وما فوق.

### تعداد عام 2010
بلغ عدد سكان هوبويل 22,591 نسمة بحسب تعداد عام 2010، وبلغ عدد الأسر 9,129 أسرة وعدد العائلات 5,877 عائلة مقيمة في المدينة. في حين سجلت الكثافة السكانية 805.4 نسمة لكل كيلومتر مربع (2,086.0/ميل2). وبلغ عدد الوحدات السكنية 10,121 وحدة بمتوسط كثافة قدره 360.8 لكل كيلومتر مربع (934.5/ميل2).
وتوزع التركيب العرقي للمدينة بنسبة 55.40% من البيض و37.04% من الأمريكيين الأفارقة و0.39% من الأمريكيين الأصليين و0.80% من الأمريكيين ذوي الأصول الآسيوية و0.11% من سكان جزر المحيط الهادئ و3.09% من الأعراق الأخرى و3.19% من عرقين مختلطين أو أكثر و6.55% من الهسبانيون أو اللاتينيون من أي عرق.
بلغ عدد الأسر 9,129 أسرة كانت نسبة 33.7% منها لديها أطفال تحت سن الثامنة عشر تعيش معهم، وبلغت نسبة الأزواج القاطنين مع بعضهم البعض 35.3% من أصل المجموع الكلي للأسر، ونسبة 23.1% من الأسر كان لديها معيلات من الإناث دون وجود شريك، بينما كانت نسبة 6% من الأسر لديها معيلون من الذكور دون وجود شريكة وكانت نسبة 35.6% من غير العائلات. تألفت نسبة 30.1% من أصل جميع الأسر من عدة أفراد يعيشون في نفس المنزل ونسبة 11.3% كانت تتألف من شخص يعيش بمفرده يبلغ من العمر 65 عاماً أو أكثر. وبلغ متوسط حجم الأسرة المعيشية 2.45، أما متوسط حجم العائلات فبلغ 3.00.
بلغ العمر الوسطي للسكان 36.5 عاماً. وكانت نسبة 25.1% من القاطنين تحت سن الثامنة عشر، وكانت نسبة 9.3% بين الثامنة عشر والرابعة والعشرين عاماً، ونسبة 26.1% كانت واقعةً في الفئة العمرية ما بين الخامسة والعشرين والرابعة والأربعين عاماً، ونسبة 24.6% كانت ما بين الخامسة والأربعين والرابعة والستين، ونسبة 14.9% كانت ضمن فئة الخامسة والستين عاماً فما فوق. وتوزع التركيب الجنسي للسكان بنسبة 46.4% ذكور و53.6% إناث.

## أعلام
- جون راندولف من روانوك
- ريبيكا بيتش سميث
- ميخائيل بي. واتسون